# Gelatinodiscaceae
Gelatinodiscaceae S.E. Carp. – rodzina grzybów z rzędu tocznikowców (Helotiales).

## Charakterystyka
Saprotrofy. Owocniki typu apotecjum. Apotecja zazwyczaj kubkowate lub tarczowate, niektóre są tremelloidalne i tworzą masy przypominające mózg. Zewnętrzna powierzchnia zbudowana z pryzmatycznych lub kulistych i kanciastych komórek i czasami jest żelatynizowana. Warstwa wewnętrzna również czasami jest żelatynizowana. Parafizy nitkowate, cylindryczne, o nabrzmiałych wierzchołkach z gutulami. Worki 8-zarodnikowe, amyloidalne i wyrastające z pastorałek. Askospory elipsoidalne do wrzecionowatych, szkliste, żółtawe lub brązowawe, gładkie, z galaretowatą otoczką, gutulami i 0–5 septami. Anamorfy tworzą konidiomy typu sporodochium. Konidia bez przegród, szkliste i prawie kuliste.
Najbardziej charakterystyczne cechy rodziny Gelatinodiscaceae: żelatynizowane apotecja, konidiomy typu sporodochium, konidia bez przegród, szkliste i prawie kuliste Rodzina jest kladem monofiletycznym zbliżonym do Mitrulaceae. Rodzaje Helicodendron i Dimorphospora były wcześniej zaliczone do rodziny Helotiaceae, ale Wijayawardene i inni w 2018. Sri-indrasutdhi i in. w 2015 badaniami genetycznymi wykazali, że są one spokrewnione z Gelatinodiscaceae.

## Systematyka
Pozycja w klasyfikacji według Index Fungorum:
Gelatinodiscaceae, Helotiales, Leotiomycetidae, Leotiomycetes, Pezizomycotina, Ascomycota, Fungi.
Według aktualizowanej klasyfikacji Index Fungorum bazującej na Dictionary of the Fungi do rodziny tej należą rodzaje:
- Ascocoryne J.W. Groves & D.E. Wilson 1967
- Ascotremella Seaver 1930
- Chloroscypha Seaver 1931
- Clathrosporium Nawawi & Kuthub. 1987
- Didymocoryne Sacc. & Trotter 1913
- Gelatinodiscus Kanouse & A.H. Sm. 1940
- Neobulgaria Petr. 1921
- Ombrophila Fr. 1849
- Phaeangellina Dennis 1955
- Skyathea Spooner & Dennis 1986
- Xerombrophila Baral 2013[1].